# Skalar (zespół muzyczny)
Skalar – jeden z zespołów nurtu polskiej muzyki tanecznej (disco polo). Został założony przez Mariusza Borka i Ireneusza Perkowskiego w 1991 roku w Brańsku. Pierwsza kaseta zespołu Skalar Powiedz mi, która powstała w grudniu 1998 roku, cieszyła się dużą popularnością. W znacznej mierze przyczynił się do tego tytułowy utwór Powiedz mi, do którego ukazał się videoclip, nagrany w Nowym Jorku w USA. Na początku 1999 roku ukazał się drugi teledysk zespołu pt. Zakochajmy się. Wtedy właśnie grupa Skalar wzięła udział w półfinałowym koncercie IV Ogólnopolskiego Festiwalu Muzyki Disco Polo i Dance w Koszalinie. 
Jednak w 1999 roku zespół zawiesił działalność, ponieważ Ireneusz Perkowski zdecydował się na emigrację na stałe do Chicago w USA, gdzie założył własny zespół – Skalar US. Jednak Mariusz Borek pozostał w Polsce i w 2002 roku wraz z Danielem Jaroszewiczem reaktywował polską grupę Skalar. Pod koniec sierpnia 2002 roku powstała druga kaseta zespołu pt. Ty nie kochasz. W lipcu 2002 ukazał się także trzeci teledysk grupy do tytułowego utworu drugiej kasety – Ty nie kochasz. W 2004 roku grupa wylansowała swój największy przebój – W tę noc. Do tej piosenki również w tym samym roku nakręcono teledysk – 4. w historii grupy Skalar. W kwietniu 2005 roku ukazała się premierowa płyta zespołu – W tę noc. Na niej znajduje się 12 najnowszych utworów grupy Skalar.
Daniel wraz z Mariuszem w lipcu 2002 roku nagrali clip do piosenki Ty nie kochasz. Promował on ich drugi materiał, który został wydany pod koniec wakacji 2002. Kaseta Ty nie kochasz okazała się prawdziwym hitem muzycznym. Zawiera ona 10 utworów utrzymanych w stylu lekkiego dance. 
W roku 2004 grupa zaprezentowała swoje najnowsze nagranie pt. W tę noc. Utwór ten szerszej publiczności został przedstawiony na majowej gali w Jaświłach. Wtedy właśnie nakręcono teledysk do tej piosenki. W tę noc cieszyło się olbrzymią popularnością - utrzymywało się na czołowych pozycjach na listach przebojów. Nagranie zostało uznane za Hit Lata 2004.
Kolejną płytę promował także bardzo popularny utwór Płakałaś i dyskotekowy numer Nie wiesz co tracisz. W 2009 roku nakładem firmy fonograficznej Best Music grupa wydała płytę pt. Kochanek, a utwór o tym samym tytule promował ten krążek. Na płycie znalazły się również takie hity jak Promienie czy Żółty ananas. 
W listopadzie 2012 roku Daniel Jaroszewicz opuścił zespół i postanowił stworzyć projekt o nazwie Skalar's.
Od listopada 2012 w skład zespołu wchodzą: założyciel - Mariusz Borek, Łukasz Sawicki i Paweł Rogowski. Zespół aktualnie pracuje nad płytą, która miała ukazać się na przełomie października i listopada 2013.
6 stycznia 2024 zmarł założyciel zespołu Mariusz Borek.

## Dyskografia
- Powiedz mi 1998
- Ty nie kochasz 2002
- W tę noc 2005
- Kochanek 2009
- Twoje ciało 2018